# Stéatorrhée
La stéatorrhée se définit par la quantité anormalement élevée des graisses (lipides) dans les selles. L'étymologie du terme se décompose ainsi : Stéato, du grec ancien στέαρ, στέατος, stéar, stéatos (graisse) et Rrhée du grec ancien ῥέω, rheo (écoulement).

## Clinique
La stéatorrhée se manifeste généralement par une diarrhée graisseuse faite de selles pâteuses, décolorées, malodorantes et adhérentes.

### Autres symptômes
- Syndrome de malabsorption dont les lipides
- Carences en vitamines liposolubles A, D, E, et K ;
- Amaigrissement ;
- Lithiases cholestéroliformes ;
- Douleurs abdominales ;
- Douleurs pancréatiques ;
- Nausées.
- Stagnation de poids chez l'enfant

## Diagnostic
C'est le dosage des graisses fécales qui permet de définir la stéatorrhée. Après une charge orale en graisse de 100 grammes par jour pendant trois jours, on recueille des selles contenant plus de six pour cent de graisse soit plus de 6 grammes de lipides trouvés dans les selles par 24 heures.
Un dosage de la stéatocrite acide peut également se faire, lorsqu’il est supérieur à 10%, il reflète une malabsorption des graisses.

## Physiopathologie
La stéatorrhée est observée lorsque l'absorption intestinale des lipides est impossible c'est-à-dire dans deux grands mécanismes typiques :
- les atrophies de la muqueuse intestinale, limitant le passage transpariétal des acides gras.
- les maldigestions par :
  - insuffisance de sécrétion exocrine du pancréas (les lipases de la sécrétion pancréatique exocrine transforment les triglycérides en acides gras).
  - insuffisance en sels biliaires (solubilisation des acides gras).

Tout ce qui limite le cycle des acides biliaires et la fabrication/utilisation digestive des lipases pancréatiques, diminue l'absorption des graisses alimentaires. Ces dernières restent donc avec le bol alimentaire sous forme peu hydrolysée.

## Étiologiedes stéatorrhées
- malabsorption, par exemple en cas de :
  - maladie inflammatoire intestinale,
  - cœliaquie,
  - syndrome du grêle court,
  - abêtalipoprotéinémie (syndrome de Bassen-Kornzweig)
  - giardiose
  - mucoviscidose

- maldigestion
  - colonisation bactérienne chronique de l'intestin grêle
  - insuffisance exocrine pancréatique,
  - pancréatite chronique,
  - cholédocholithiase (obstruction du conduit biliaire par un calcul biliaire),
  - cancer du pancréas (s'il obstrue l'évacuation biliaire),
  - cholangite sclérosante primitive,
  - acidification du chyme (Syndrome de Zollinger-Ellison[1]),